# Ranunculus circinatus
Ranunculus circinatus là một loài thực vật có hoa trong họ Mao lương. Loài này được Sibth. miêu tả khoa học đầu tiên năm 1794.

## Hình ảnh

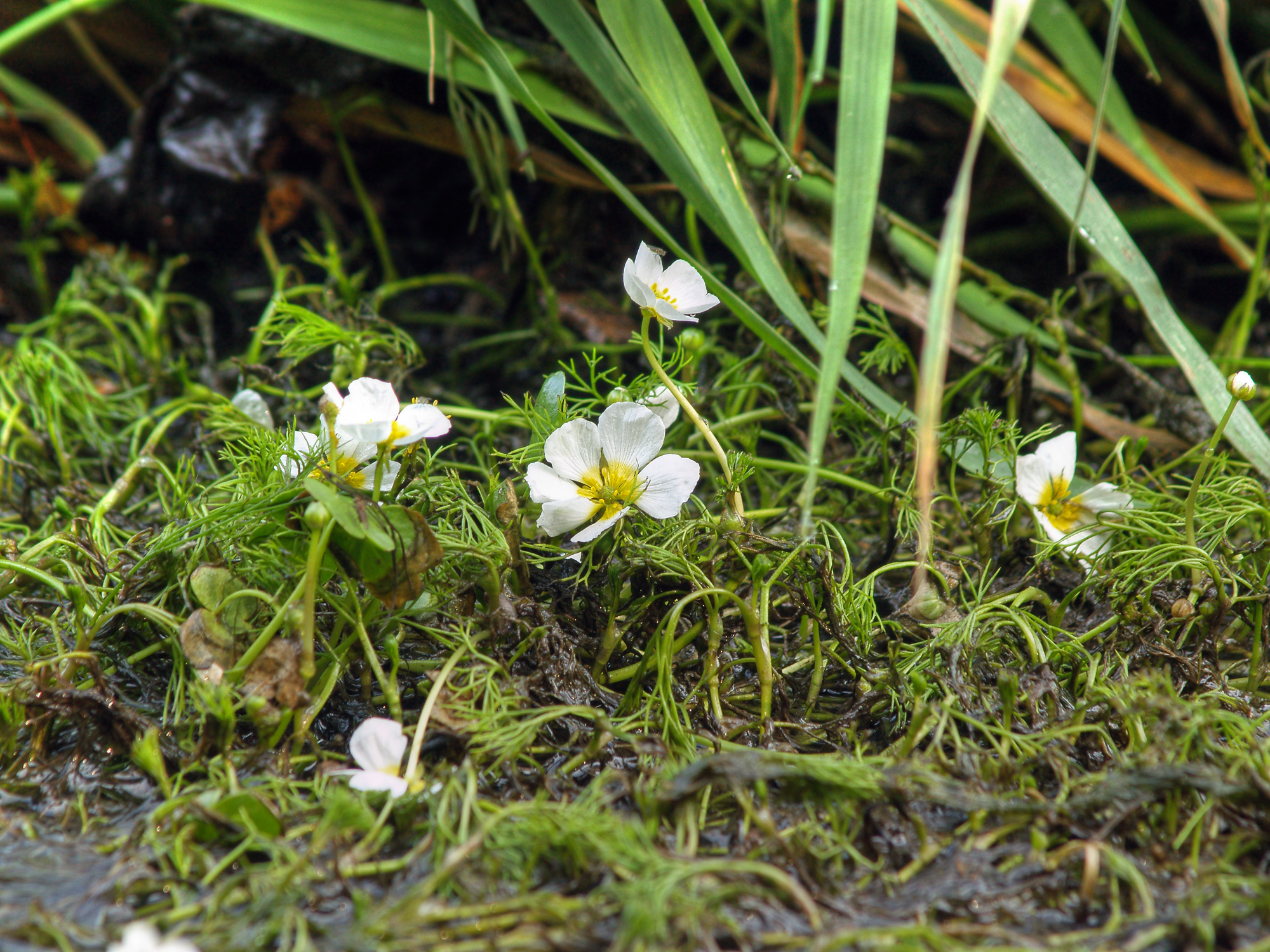
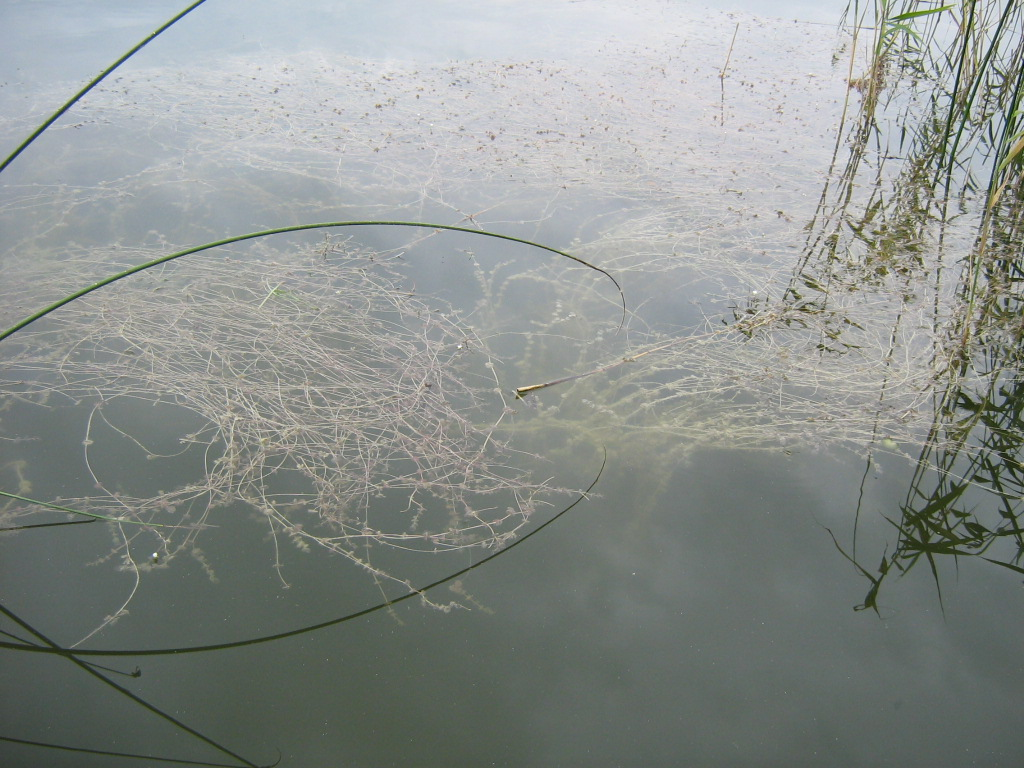
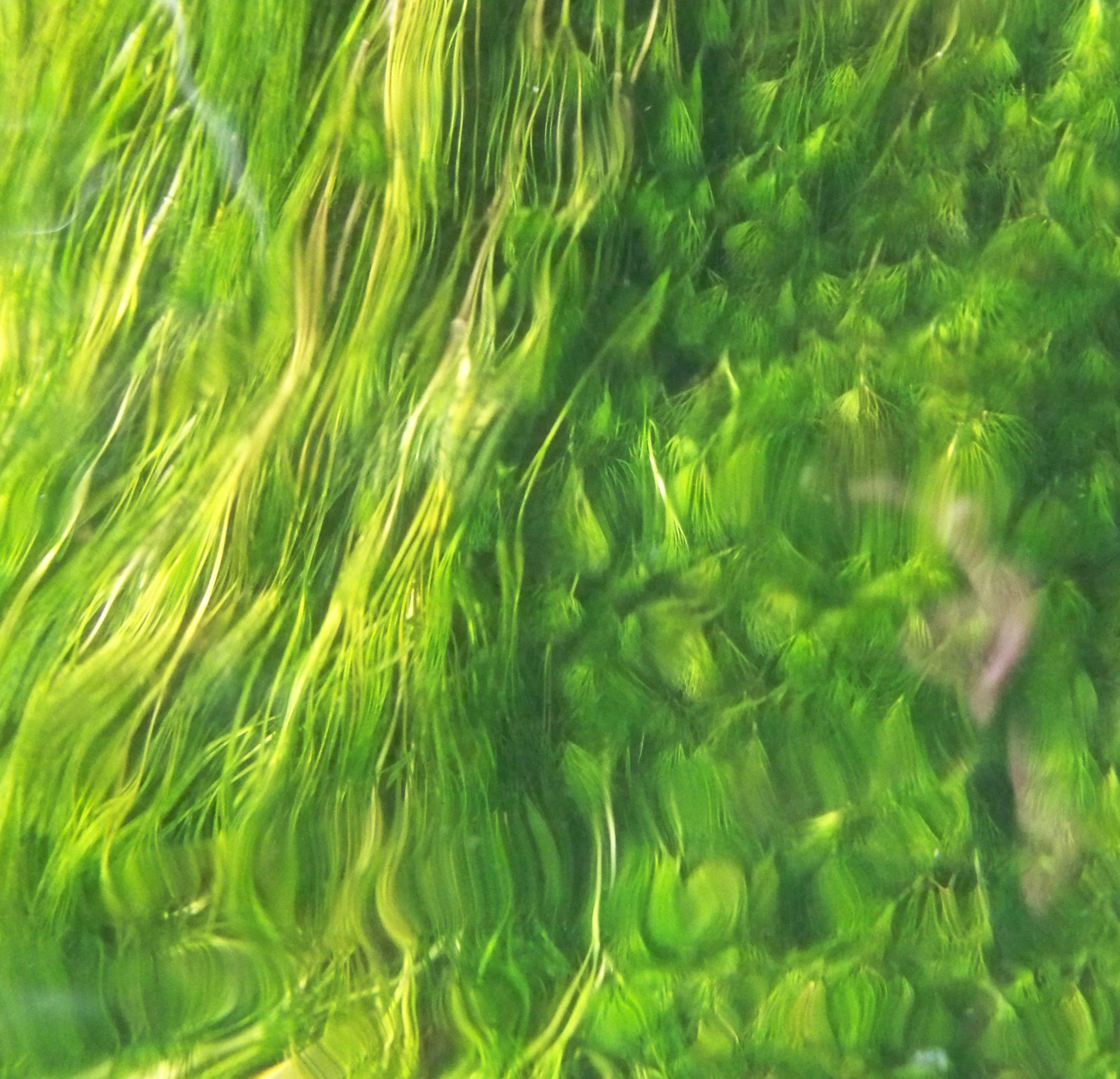
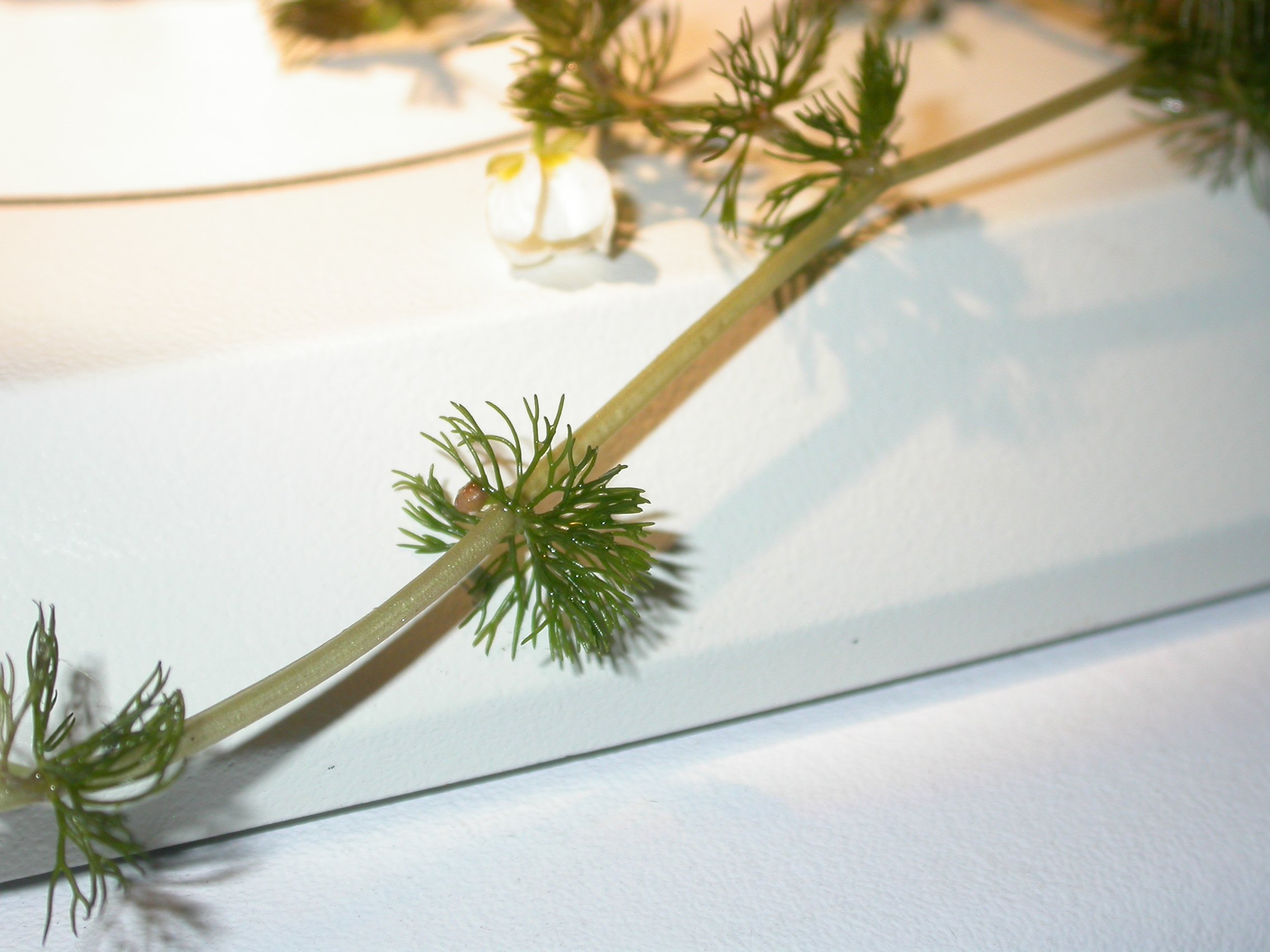